# Petr Fíla
Petr Fíla (* 15. března 1976) je bývalý český fotbalový záložník.

## Hráčská kariéra
V nejvyšší soutěži hrál za pražskou Duklu, aniž by skóroval (01.06.1994). Za Duklu Praha nastupoval také v ČFL (jedna ze skupin třetí nejvyšší soutěže) v ročnících 1994/95 a 1995/96.

### Ligová bilance
| Ročník          | Zápasy | Góly | Minuty | Klub           |
| --------------- | ------ | ---- | ------ | -------------- |
| I. liga 1993/94 | 1      | 0    | 5      | FC Dukla Praha |
| ČFL 1994/95     | –      | 4    | –      | FK Dukla Praha |
| ČFL 1995/96     | –      | 0    | –      | FK Dukla Praha |
| CELKEM I. LIGA  | 1      | 0    | 5      |                |